# Arroz caldoso

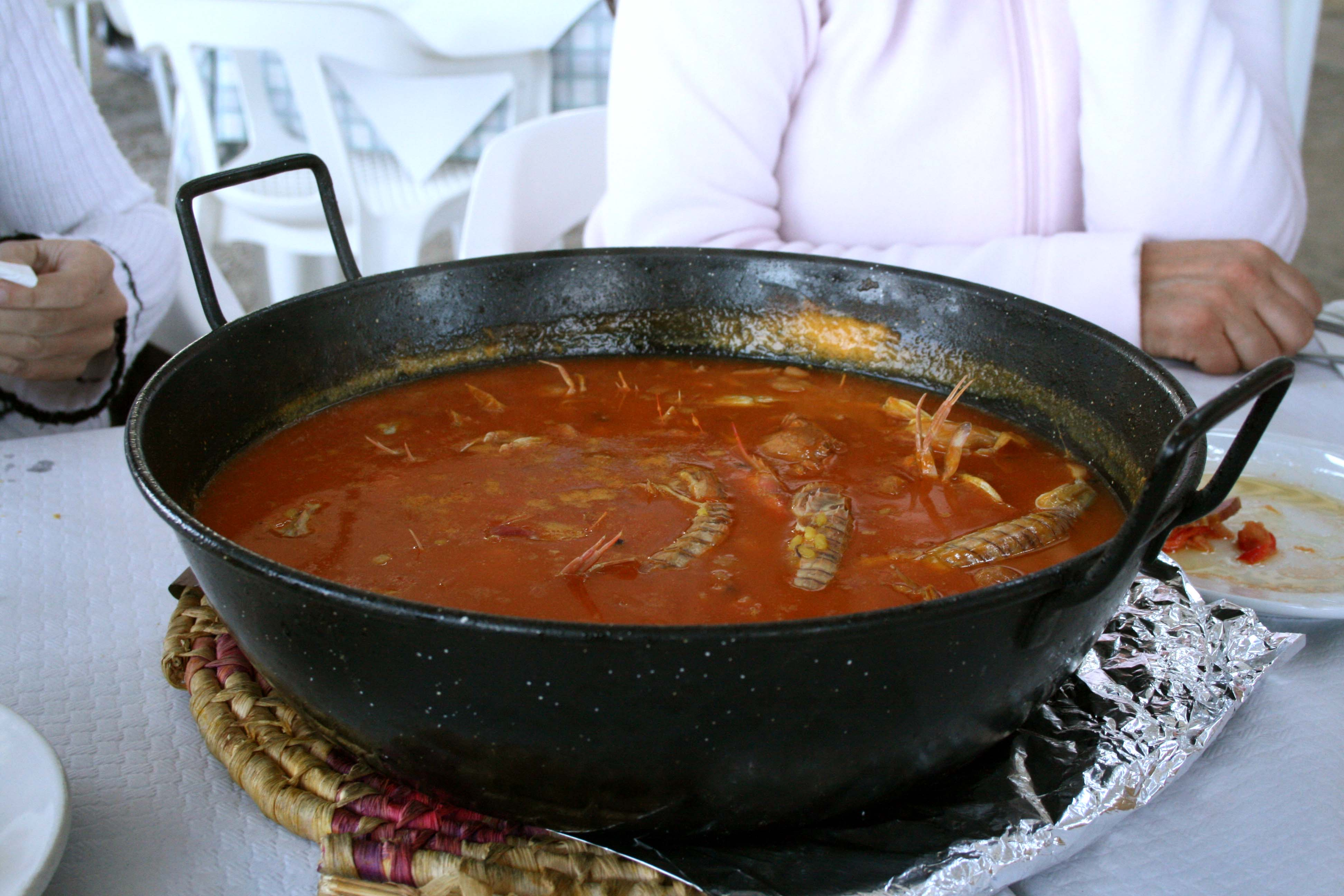
Un recipiente (sartén) de fondo amplio sobre el que se ha elaborado el arroz caldoso.

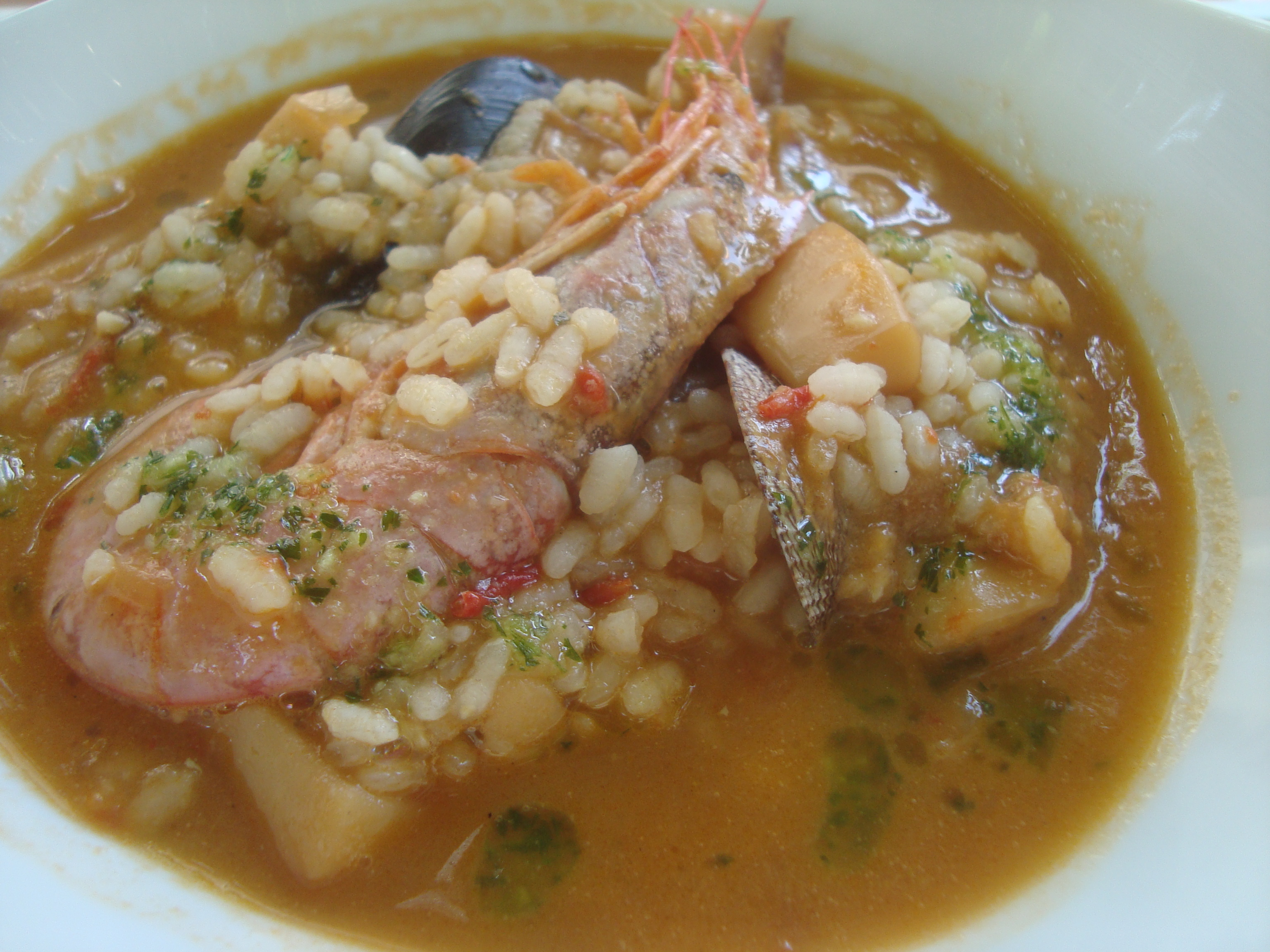
Arroz caldoso de pescado y marisco.

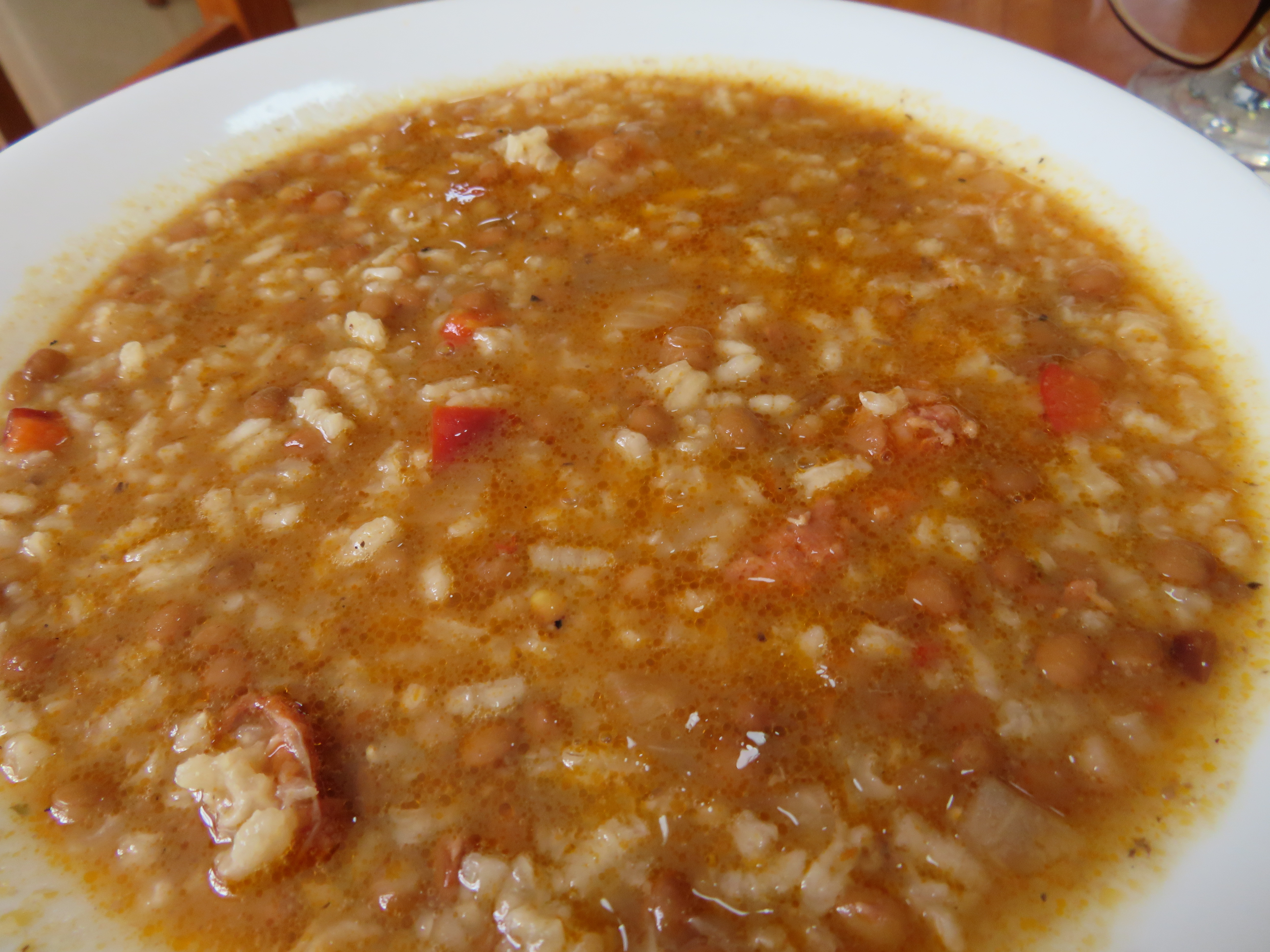
Arroz caldoso con lentejas.

El arroz caldoso es un tipo de preparación culinaria que emplea como principal ingrediente el arroz. Se denomina caldoso, por cocinarse en un recipiente en el que la proporción de agua permite que tras su cocinado, exista un caldo más o menos abundante. Es habitual esta forma de guisar el arroz en las cocinas del levante español. El opuesto culinario de los arroces caldosos suele ser los arroces secos (la paella es ejemplo), es decir aquellos que agotan su caldo tras la cocción, bien sea por evaporación, bien por absorción del almidón del arroz del caldo. 

## Características
Se trata de los arroces menos complejos de elaborar. El arroz caldoso se cocina cubierto del caldo de principio a fin de su preparación. El recipiente debe ser hondo, al contrario que en la paella, con el objeto de evitar una excesiva evaporación del caldo. Son adecuados los recipientes de hierro fundido. El tipo de arroz más adecuado para la elaboración de estos arroces caldosos es aquel que posee una mejor concentración de amilopectina, por esta razón no es aconsejable emplear variedades de arroz bomba, siendo las variedades de Senia y Bahía, las más adecuadas. En la elaboración de estos arroces el caldo debe tener una cierta densidad de sabor para ofrecer, tras su cocinado, un aroma y sabor adecuados. Este tipo de arroces se sirve caliente.

## Variantes caldosas
Algunas preparaciones 
- El arròs en fesols i naps (‘arroz con alubias y nabos’) es un arroz caldoso popular en la cocina valenciana.[3]
- El arroz de escribano se trata de un arroz caldoso con garbanzos típico de la cocina valenciana y murciana.[4] Se trata de un arroz viudo (arroz elaborado de verdura) típico de estas zonas.
- El arroz brut es un arroz típico de la cocina mallorquina, se suele elaborar con embutidos diversos.

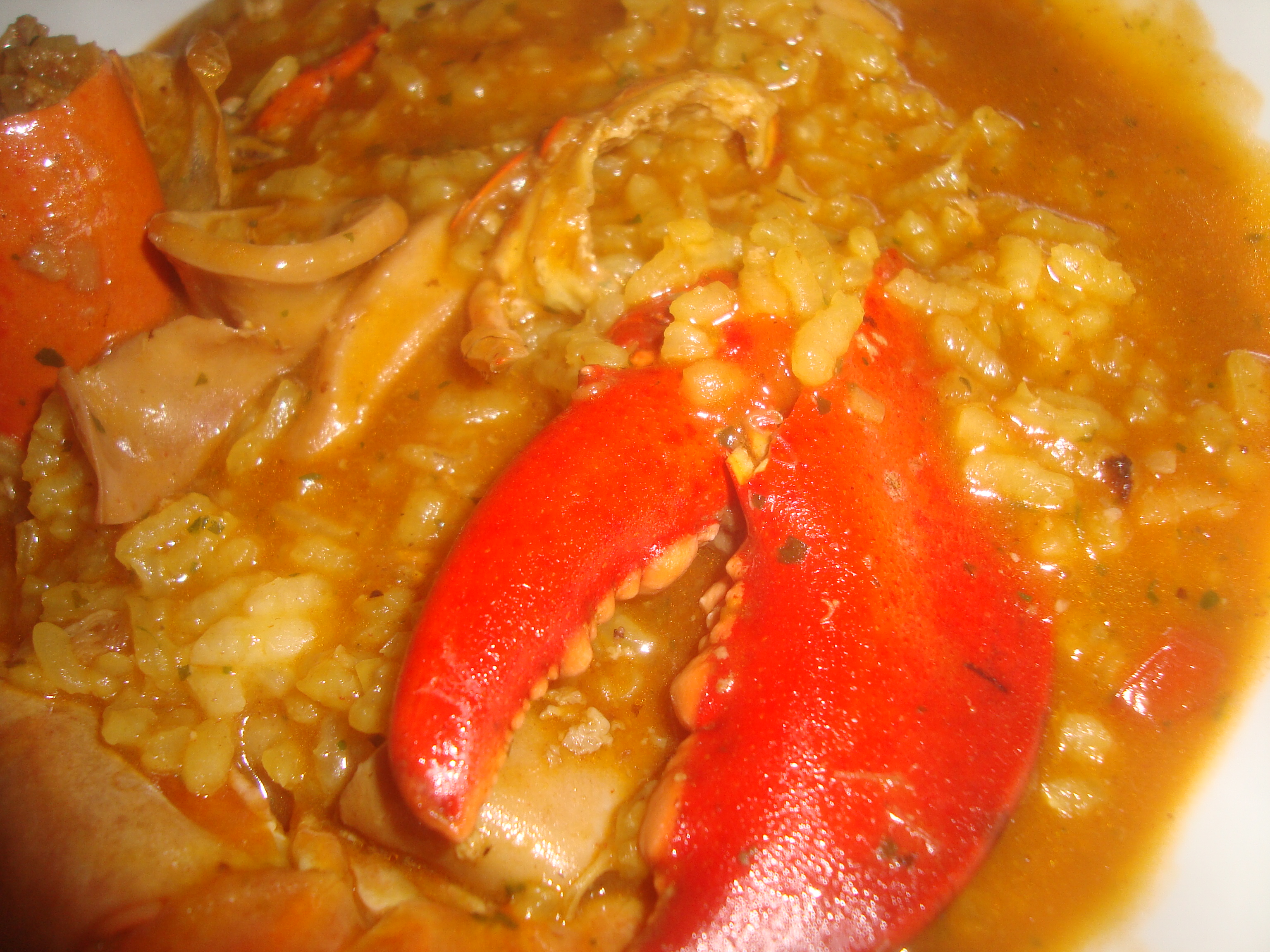
Arroz caldoso con bogavante y caldo de pescado.

- Arroz caldoso con costilla de cerdo y coliflor.Arroz caldoso con bogavante y caldo de pescado.El arroz de puchero es un arroz con garbanzos.[5]

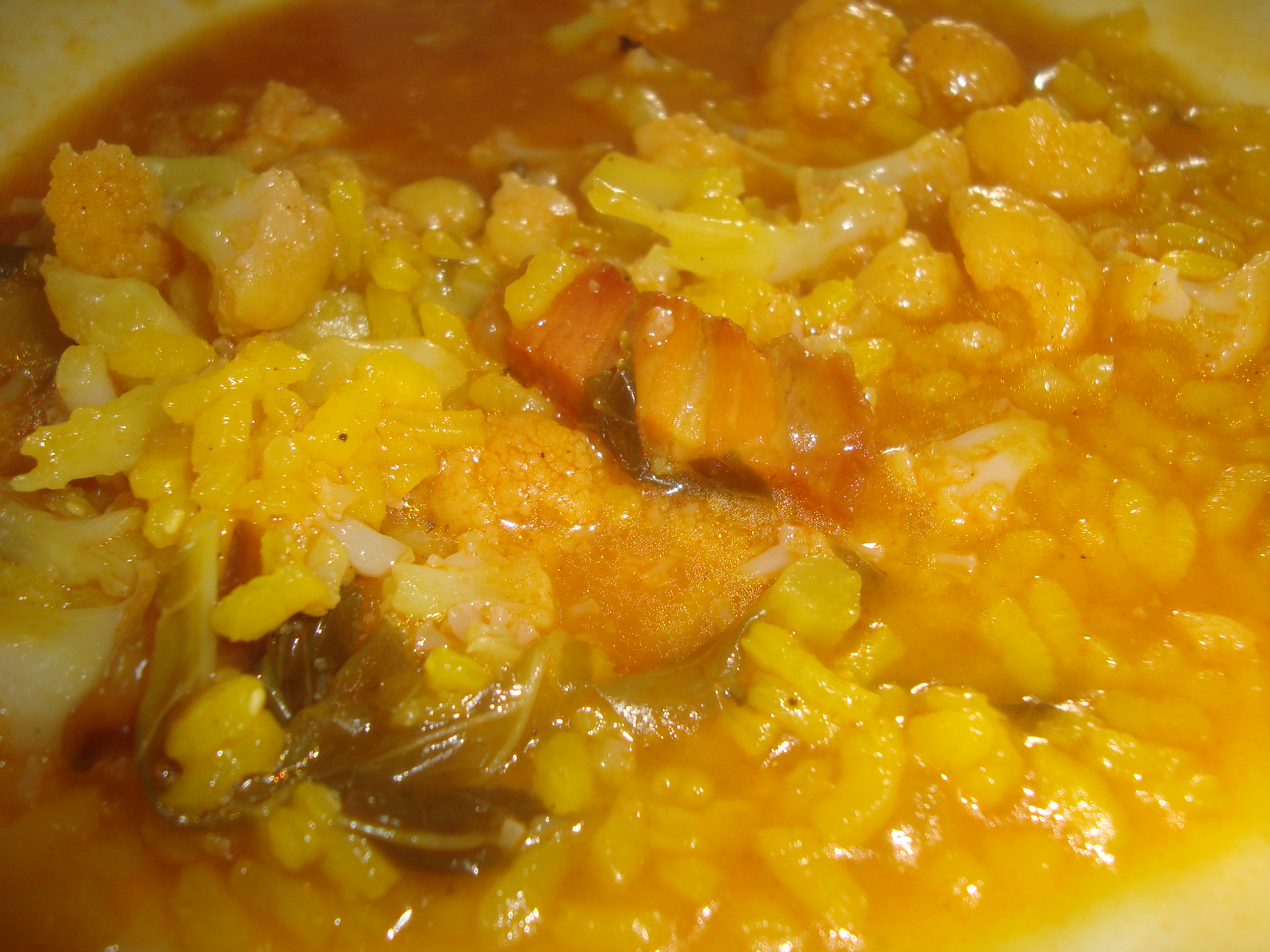
Arroz caldoso con costilla de cerdo y coliflor.

- Algunas preparaciones de arroz con bogavante son caldosas.